# BBC

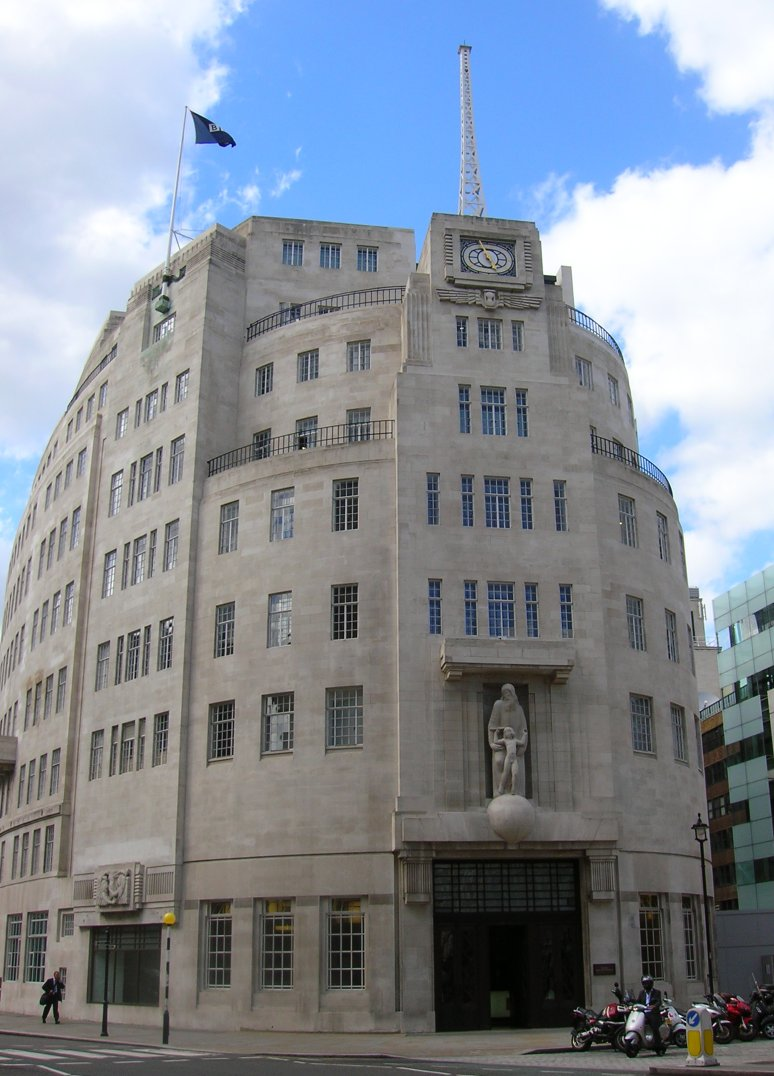
Broadcasting House i centrala London. Huvudkontor för BBC sedan 2013 där bland annat BBC News och flera nationella radionätverk har sitt säte.

British Broadcasting Corporation (BBC)  är ett statligt brittiskt public service-företag för TV- och radioverksamhet, i första hand finansierat genom licensintäkter men även från intäkter i det kommersiella bolaget BBC Studios.
Företaget stod bakom den första nationella TV-kanalen i världen och den första TV-kanalen med reguljära sändningar utanför USA. BBC brukar kallas Public Service-modern eftersom man myntade uttrycket Public Service vars innebörd är att man har särskilda förpliktelser gentemot allmänheten reglerade i ett avtal med staten. Public service, vilket även innefattar de kommersiella kanalerna ITV, Channel 4 och Channel 5, är en benämning som senare kopierats med varierande innebörd av många länder däribland Sverige där SVT / SR gjort sin egen tolkning av uttrycket.
BBC har varit en föregångare inom radio och television och det bolag som var först med reguljära sändningar inom respektive medium. Företagets nyhetsverksamhet är en av de mest ansedda i hela världen och det ligger bakom en rad klassiska serier som blivit populära runt om i världen – inte minst i Sverige. BBC har en stor mängd TV- och radiokanaler både i Storbritannien och i andra delar av världen.

## Historia
Den 18 oktober 1922 grundades British Broadcasting Company av postmyndigheten General Post Office och sex telekommunikationsföretag för att experimentera med regelbundna radiosändningar. 1 januari 1927 utfärdades ett Royal Charter för British Broadcasting Corporation.

### Utlandssändningar
BBC fick tidigt en spridning utanför Storbritannien genom skapandet av BBC Empire Service den 19 december 1932 som blev Brittiska imperiets riksradio. Särskilt tydlig var denna spridning under andra världskriget, när man i de av Tyskland ockuperade länderna kunde lyssna på BBC för nyheter utan den tyska censuren. Sändningar på andra språk än engelska tog fart 1938 då man började sända på arabiska och tyska. Mot slutet av 1942 sände man radioprogram på alla större europeiska språk. Sändningarna skedde från Broadcasting House men flyttades efter ett flygangrepp till 200 Oxford Street och vidare till Bush House där de pågick under 71 år från år 1941 till 2012. Verksamheten i Bush House expanderade under och efter andra världskriget och kom med tiden att omfatta sändningar på ett 70-tal språk från BBC World Service. Många speciella sändningar genomfördes. Till exempel talade general de Gaulle till den franska motståndsrörelsen. George Orwell var en av producenterna (1941–1943). Den 12 juni 2012 skedde den sista sändningen härifrån och World Service sänds därefter från det tillbyggda Broadcasting House.

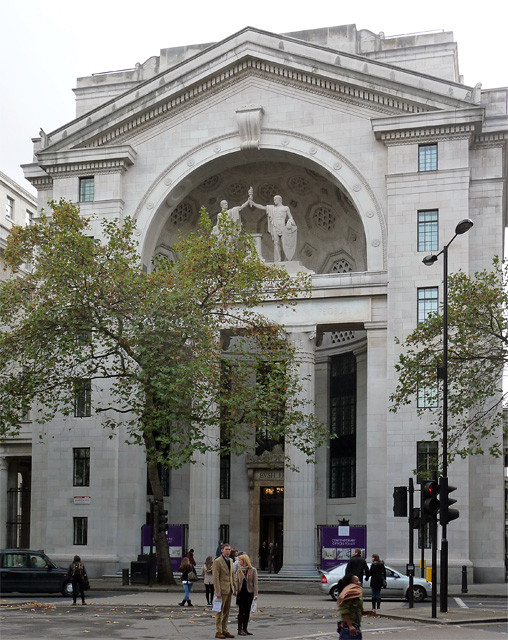
Bush House vid Aldwych. Byggnaden togs ibruk 1925–1935.

### Television
Redan 1932 började man experimentera med televisionssändningar men dessa avbröts 1939–1946 på grund av andra världskriget.

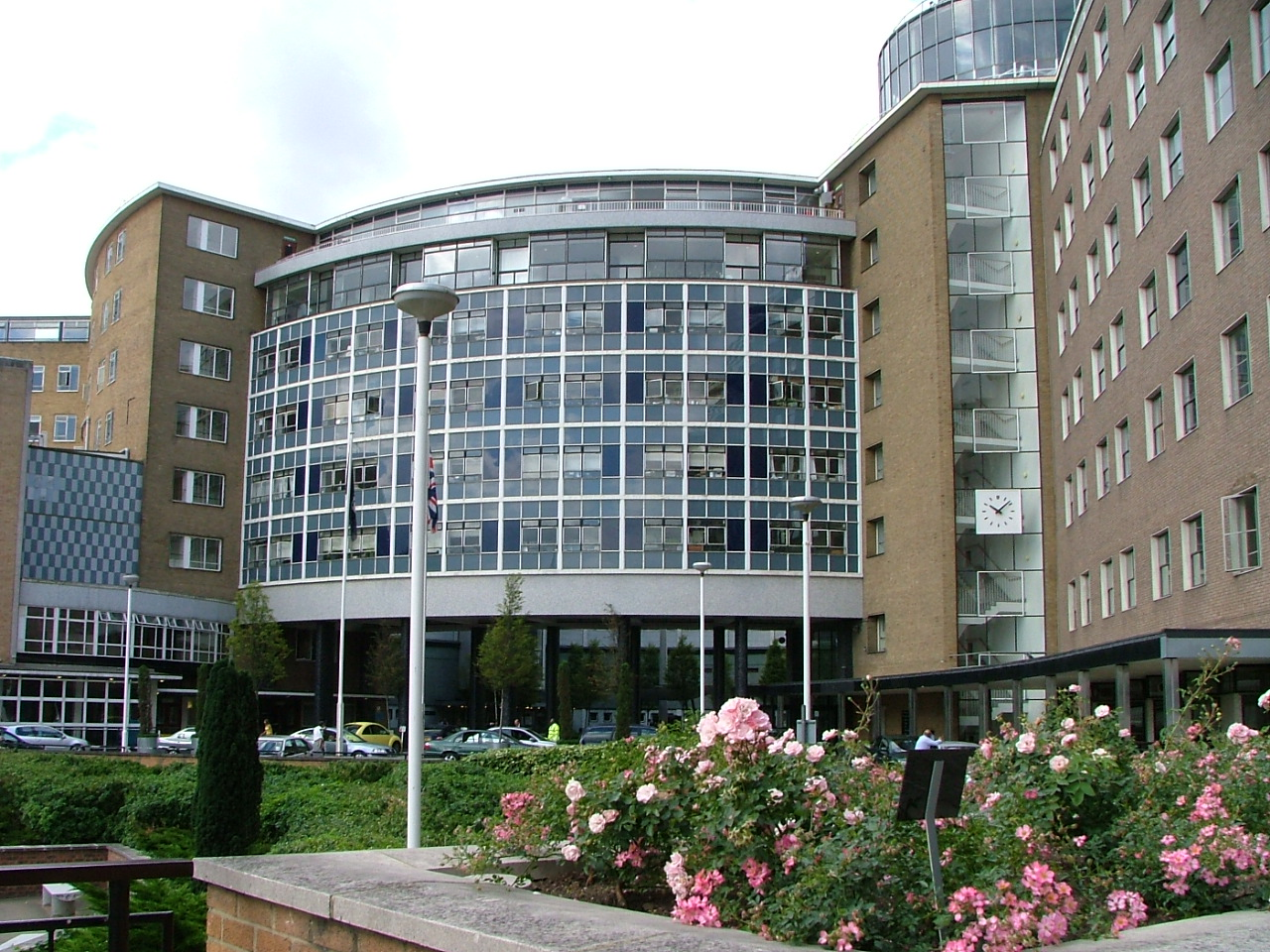
Television Centre tidigare säte för BBC Television. Idag har området byggts om och innehåller bostäder men tre TV-studior är bevarade och drivs av BBC's dotterbolag BBC Studioworks. Kommersiella BBC Studios har även sitt säte på Television Center än idag i gamla BBC News Centre.

## Kommersiell verksamhet
BBC:s kommersiella systerbolag BBC Studios saknar public service-skyldigheter. BBC Studios uppgift är att på kommersiella grunder skapa verksamheter som ger intäkter och kommer BBC:s inhemska verksamhet till godo. Företagets syfte är att tjäna så mycket pengar som möjligt, pengar som bidrar till att finansiera de inhemska public service-kanalerna i radio och TV. Verksamheten sker helt och hållet på kommersiella grunder och inga bidrag kommer från den brittiska tv-licensen eller skattebetalarna. Verksamheter inom kommersiella BBC Studios är till exempel de internationella kanalerna BBC Lifestyle, BBC World News (producerad av BBC News och ägs av BBC Global News Ltd.), BBC Entertainment, BBC HD och BBC Earth. BBC äger också nätverket UKTV som sänder flera reklamkanaler inom Storbritannien på Sky-plattformen.

## Rundturer och inspelningar med publik
BBC erbjuder mot en biljettkostnad guidade rundturer på de många av sina mediehus runt omkring i Storbritannien. Bland alternativen finns bland annat Central Square Studios (bas för BBC Cymru Wales) och MediaCityUK i Salford varifrån BBC Breakfast och många barnprogram sänds. Broadcasting House på Portland Place / Regent Street vid Oxford Circus, där radiokanalerna och BBC News har sin bas hade tidigare rundturer men de stängdes då man inte kunde garantera säkerheten i byggnaden. 
Det går att få biljetter till många av BBC:s tv-produktioner med publik som i de flesta av fallen är gratis. I vissa fall spelas dessa in i BBC:s studior i andra hos något fristående bolag. Det ska dock poängteras att trycket på biljetterna i många fall kan vara mycket stort då programmen har mångmiljonpublik på TV och att biljetterna till de allra största programmen kan vara svåra att komma åt.
Till Strictly Come Dancing, originalversionen av programmet som i Sverige heter Let's Dance, är trycket så stort att lottning förekommer och enbart ett litet fåtal av alla de hundratusentals som ansöker får biljetter. Direktsändningarna av det programmet sker från Elstree Studios i Borehamswood utanför London.

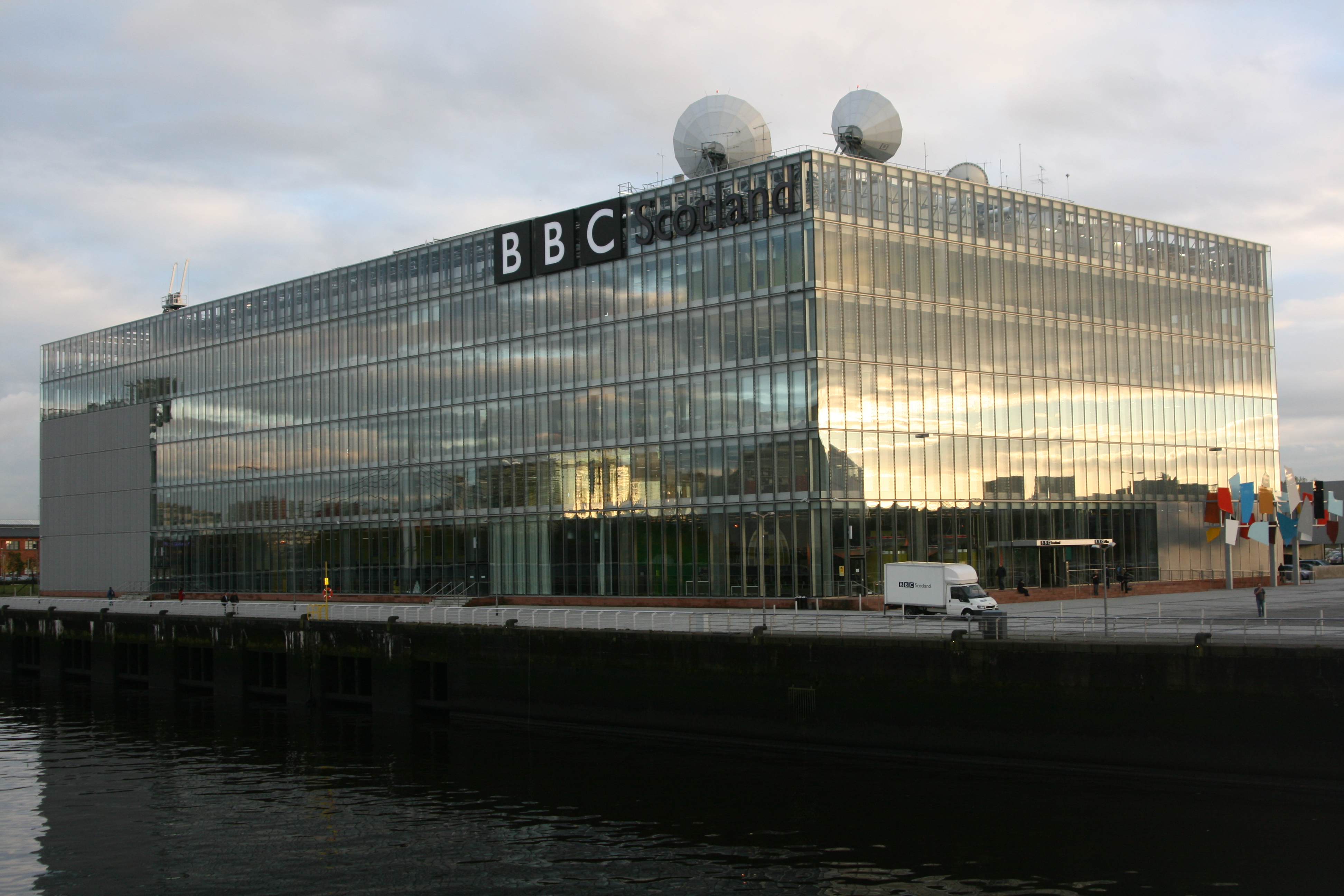
Pacific Quay är BBC Scotlands Huvudkontor i Glasgow. Från byggnaden sänds Gälliskspråkiga kanalen BBC Alba, lokala nyhetsprogrammet Reporting Scotland, lokala TV-kanalen BBC Scotland(tidigare BBC Two Scotland) och radiokanalerna BBC Radio Scotland och BBC Radio nan Gaidheal

## BBC:s TV-kanaler i Storbritannien
I Storbritannien har BBC ett Public Service-uppdrag. TV-kanalerna BBC One och BBC Two distribuerades tidigare via det analoga nätet över hela Storbritannien. Idag sker sändningarna digitalt. BBC:s hela utbud av Public Service-kanaler finns i digitala versioner via marknätet Freeview, via olika kabeloperatörer samt okodat över satellit, vilket innebär att de är gratis att titta på och går att titta på i delar av Sverige om en har rätt utrustning.
- BBC One
- BBC Two
- BBC Three(enbart online sedan 2016 men kommer lanseras på nytt i marknätet 2022. Delar tid med CBBC.)
- BBC Four(Delar tid med CBeebies)
- CBBC
- CBeebies
- BBC News
- BBC Parliament
- BBC Alba

## BBC:s radiokanaler i Storbritannien
BBC har ett flertal radiokanaler i Storbritannien. De flesta sänds marksänt via analog radio, antingen på FM-bandet eller på AM-bandet. Alla radiokanalerna finns även digitala via DAB, via satelliten Astra 2D och TV-näten Freeview, Freesat, Sky och kabel/IPTV leverantörer samt via BBC's webbtjänst BBC Sounds. BBC Sounds är tillgänglig i Sverige även om kanalerna begränsas när man sänder till exempel sport.

BBC One:s logotyp sedan oktober 2021.

### Nationella kanaler
- BBC Radio 1 ("den bästa nya musiken och underhållningen") - Riktar sig till en yngre publik. Driver även systerstationerna BBC Radio 1 Xtra, BBC Radio 1 Dance och BBC Radio 1 Relax.
- BBC Radio 2 ("Storbritanniens mest avlyssnade radiostation med 12,9 miljoner lyssnare varje dag") - Riktar sig till en äldre publik.
- BBC Radio 3 ("klassisk musik och jazz") - Kanal som sänder klassisk musik och kulturprogram.
- BBC Radio 4 ("aktualiteter, fakta, drama och humor") - Talbaserad kanal lik SR P1. Radio 4 är även beredskapskanal. Kanalen driver också den digitala kanalen BBC Radio 4 Extra(tidigare BBC Radio 7)
- BBC 5 Live ("nyheter, sport och prat dygnet runt") - Kanal som sänder pratprogram, sport och ring-in program. Sänds sedan 2012 från MediaCityUK i Salford.
- BBC 5 Live Sports Extra - Sänds digitalt under stora sportevenemang när sändningstiden i 5 Live inte räcker till.
- BBC Radio 6 Music - Digital kanal för musikintresserade.
- BBC Asian Network - Kanalen sänds digitalt och på AM i delar av Midlands. Sänder program riktade till en ung publikt med asiatiskt ursprung eller som är intresserade av asiatisk livsstil.

### Regionala kanaler
BBC sänder radiokanaler till olika delar av landet. Organisationen kallas vanligtvis för BBC Nations and Regions där "nations" står för nationerna (till exempel Wales och Skottland) och "regions" för de lokala kanalerna i England. TV-nätverket är även en del av organisationen Nations and Regions.
Kanalerna som listas nedan är den del av organisationen som kallas för nations.
- BBC Radio Wales - Engelskspråkig lokal kanal för Wales
- BBC Radio Cymru - Lokal kanal för Wales på walesiska (cymru)
- BBC Radio Scotland - Engelskspråkig lokal kanal för Skottland
- BBC Radio nan Gaidheal - Lokal kanal för Skottland på gaeliska, ibland kallad Alba.
- BBC Radio Ulster - Lokal kanal för Nordirland
- BBC Radio Foyle - Opt-out kanal från Radio Ulster för Derry.

Utöver dessa finns 41 lokalstationer (BBC Regions) som var och en sänder över ett område i England(till exempel BBC Radio London och BBC Radio Derby). Många kanaler samsänder med BBC Radio 5 Live eller BBC World Service över natten.

## BBC:s TV-kanaler utanför Storbritannien
BBC har, trots att det är ett statligt kontrollerat public service-bolag, en omfattande verksamhet utanför Storbritannien. Verksamheten, som drivs under den kommersiella delen av företaget känt som BBC Studios, syftar till att skapa extra inkomster för att finansiera verksamheten i Storbritannien. Pengar från tv-licensen i Storbritannien går alltså inte till de kommersiella kanalernas verksamheter utan tvärtom.
Tre av BBC:s TV-kanaler är officiellt tillgängliga i Sverige via flera olika operatörer och i marknätet.

### Tillgängliga i Sverige
- BBC Earth
- BBC Brit
- BBC World News

### Övriga världen
- BBC Persian
- BBC America
- BBC Arabic
- BBC Canada
- BBC Japan
- BBC Kids (Canada)
- CBeebies internationell version
- People+Arts
- UKTV
- UK.TV (Australia)

## BBC:s radiokanaler utanför Storbritannien
BBC:s internationella nyhetsradiokanal, BBC World Service, sänder till radiolyssnare över hela världen via internet, satellit och kort- och långvåg. Via webben eller parabolantenn går det även utanför Storbritannien att lyssna på BBC:s inhemska nationella och lokala radiokanaler. Sveriges radio sänder dagligen flera timmar från BBC Word Service via P6 på 89,6 FM över Stockholm. Kanalen går även att lyssna på via BBC Sounds eller av användare av BBC News appen utanför Storbritannien.

## Mottagning i Sverige
Till Sverige sänder BBC sina kommersiella kanaler BBC Brit, BBC World News, och BBC Earth,som inte ska blandas ihop med företagets public service-kanaler. BBC-program köps ofta in av svenska kanaler för sändning i Sverige. De kommersiella BBC-kanalerna distribueras av de flesta av de större operatörerna i Sverige.
BBC:s inhemska public service-kanaler är officiellt inte tillgängliga i Sverige. För att hindra folk utanför Storbritannien från att titta på dessa kanaler, är sändningarna via satellit riktade mot Storbritannien. Trots detta är det på flera platser i Sverige möjligt att ta emot de digitala sändningarna från satelliterna Astra 2E, F, G om man har en tillräckligt stor parabolantenn. Programkort eller abonnemang krävs inte då sändningarna är okodade. I vissa områden i södra Sverige räcker det, på grund av en lokalt starkare signal genom s.k. sidolober, med en 150 - 180 cm stor parabol för att kunna ta emot sändningarna, medan det krävs betydligt större antenner på andra håll i Sverige. På många håll är mottagning överhuvudtaget inte möjlig. Några av de kanaler som ligger fritt på satelliten, och därmed kan tas emot i Sverige, är BBC One, BBC Two, BBC Three, BBC Four, CBBC, CBeebies, BBC News, ITV, ITV2, ITV3, ITV4, CITV, Channel 4, S4C och Channel 5. Samtliga dessa kanaler sänds nu från satelliterna Astra 2E, Astra 2F och Astra 2G. Kanalerna ses via internet (BBC iPlayer) men då krävs en brittisk IP-adress och postnummer genom till exempel ett VPN.
Om folk utanför Storbritannien tittar på BBC:s inhemska kanaler i alltför stor utsträckning kan det bli ett problem för företaget. Dels på grund av rättighetsavtal då BBC enbart besitter rättigheter för Storbritannien men även för att BBC ska kunna sälja sina program till andra TV-bolag i exempelvis Sverige. BBC har en omfattande produktion och en förutsättning för denna är de inkomster som man får in genom försäljning till andra TV-bolag.

## BBC iPlayer
BBC lanserade sin mediaspelare BBC iPlayer på allvar under 2005. Under många år hade radiokanalernas program varit tillgängliga live och i efterhand som streamad media på företagets hemsida. 2005 tillkom tv-programmen och även livesändningar (enbart tillgängliga med en brittisk IP-adress) på nätet av de fullständiga versionerna av företagets kanaler. Tjänsten har haft olika namn under årens lopp men sedan 2007 är det BBC iPlayer för streamad TV och BBC Sounds för radio sedan 2018.
TV-sändningarna går på grund av rättighetsskäl enbart att se inom Storbritannien (brittisk IP-adress) medan radiokanalernas verksamhet är tillgängliga över hela jordklotet.
BBC iPlayer var förlagan när SVT under 2008 lanserade sin tjänst SVT Play.

## Urval av BBC:s produktioner
- Antiques Roadshow
- BBC Breakfast
- Blue Peter
- Cash in the Attic
- Casuality
- CBBC
- Doctor Who
- Doctors
- EastEnders
- Graham Norton Show
- Helt hysteriskt
- Holby City
- Little Britain
- Mock the Week
- Monty Pythons flygande cirkus
- Newsnight
- Newsround
- The Office
- Pang i bygget
- Panorama
- Parkinson
- QI
- Sherlock
- Strictly Come Dancing
- Svarte orm
- Top of the Pops
- Top Gear
  - Top Gear (1977-2001)
  - Top Gear (från 2001)

## Finansiering

### Intäkter
BBC:s verksamhet finansieras i första hand av licensmedel från de brittiska hushållen, omkring 75% av företagets intäkter kommer härifrån. Invånare har lagstadgad skyldighet att betala TV-licens i Storbritannien för att ta emot TV-sändningar, ingen licens behövs dock för att använda en TV för andra ändamål. I april 2010 var licensavgiften 145,50£ per hushåll och år. Pengar kommer även från försäljningar av företagets program och format på den internationella marknaden samt BBC:s internationella kommersiella TV-kanaler. Inga pengar från licensen går till de internationella tv-kanalerna, tvärtom ska vinsten från dessa gå till att finansiera public service-verksamheten.
Enligt BBC:s 2009–2010 Annual Report är intäkterna fördelade som följer:
- £3446,8 miljoner (omkring 38 miljarder SEK) i licensintäkter från de brittiska hushållen.
- £888,3 miljoner från kommersiella affärsområden där bland annat företagets internationella TV-kanaler finns.
- £293 miljoner från staten ("government grants").
- £112,9 miljoner från annan verksamhet som till exempel försäljning av program och format till andra länder, DVD:er och konsertbiljetter.

### Utgifter
Så här spenderade BBC sina intäkter från TV-licensen under räkenskapsåret 2010–2011.
| Tjänst                                   | Total kostnad (miljoner GBP) |
| ---------------------------------------- | ---------------------------- |
| BBC One inkl regionalt                   | 1 402,9                      |
| BBC Two                                  | 528,3                        |
| BBC Three                                | 110,1                        |
| BBC Four                                 | 67,1                         |
| CBBC och CBeebies                        | 139                          |
| BBC News och BBC Parliament              | 69,1                         |
| BBC HD                                   | 11,8                         |
| BBC Alba                                 | 7,6                          |
| BBC Radio 1 och 1Xtra                    | 59,1                         |
| BBC Radio 2                              | 59,2                         |
| BBC Radio 3                              | 50,7                         |
| BBC Radio 4 och Radio 4 Extra            | 128                          |
| BBC Radio 5 Live och 5 Live Sports Extra | 77,8                         |
| BBC Radio 6 Music                        | 10,8                         |
| BBC Asian Network                        | 12,6                         |
| Nations- och lokalradio                  | 240,7                        |
| BBC Online                               | 194,2                        |
| Totalt                                   | 3 169                        |

Totala summor pengar spenderade på olika områden 2010–2011 enligt följande:
| Avdelning                                           | Total kostnad (miljoner GBP) |
| --------------------------------------------------- | ---------------------------- |
| Television, inkl regionalt och produktioner för S4C | 2 368,1                      |
| Radio                                               | 638,9                        |
| BBC Online                                          | 194,2                        |
| BBC Red Button                                      | 39,5                         |
| BBC-orkestrar och sångare                           | 24,1                         |
| Utveckling                                          | 32,9                         |
| Digital övergång                                    | 80,3                         |
| Licensinsamling                                     | 123,6                        |
| Omorganisation                                      | 29,6                         |
| Totalt                                              | 3 531,2                      |

## BBC Weather
BBC Weather är en avdelning på BBC som förbereder och sänder väderprognoser. Avdelningen får sina prognoser från Meteo Group. Vädercentret är en del av BBC News och ligger i New Broadcasting House i centrala London. BBC News har använt flera olika programformer, exempelvis det magasinsliknande programmet Nationwide mellan 1969 och 1983. Breakfast Time, det första morgonprogrammet i Storbritannien, började sända i januari 1983. Den första väderprognosen av BBC var en sändning på radio på grund av Met Office 14 november 1922. Den första dagliga väderprognosen sändes 26 mars 1923.

## Stjärnornas rekordlöner på BBC
I april 2006, läckte uppgifter om Jonathan Ross och en rad andra BBC-personlighets löneuppgifter till kvällspressen. Det påstods då av en person anställd av BBC att Ross tjänade £530 000 (motsvarande £10 000 per show) varje år för att leda sitt radioprogram på BBC Radio 2. Det var lönen bara för att leda radioprogrammet, lönerna för hans två tv-program styrdes genom separata kontrakt. Uppgifterna orsakade stor kontrovers i media och BBC anklagades för att utnyttja sin särställning inom media för att konkurrera ut sina kommersiella konkurrenter med programledarlöner som de privata bolagen aldrig skulle kunna betala. BBC valde att aldrig officiellt kommentera uppgifterna. Ross gjorde själv i sitt program hintar om att uppgifterna var överdrivna. I sammanhanget ska det tilläggas att Ross program görs av ett fristående produktionsbolag och att den så kallade "lönen" skulle täcka hela produktionskostnaden inklusive hans producent och side-kick i showen Andy Davies.[källa behövs]

### Rekordlön efter förnyat kontrakt
I juni samma år hamnade BBC i ett lönekrig med ITV när Jonathan Ross kontrakt skulle förnyas. Löneförhandlingarna, som även den här gången läckte ut till pressen, orsakade stor publicitet med fokus på lönernas storlek. Det spekulerades i att ITV:s erbjudande var bättre och att bolaget därigenom skulle kunna köpa över landets mest populära programledare.[källa behövs] Ross blev efter detta Storbritanniens bäst betalda programledare och personlighet i tv och radio med ett kontrakt som sträcker sig fram till 2010, värt £18 miljoner (£6 miljoner/år).
Ross är inte den enda av BBC:s tv- och radioprofiler som är välbetald. Nyhetsankaret Jeremy Paxman uppgavs tjäna £940 000 per år, Radio 2:s Sir Terry Wogan fick £800 000 per år för sitt dagliga morgonprogram, Chris Evans fick £540 000 årligen för sitt Radio 2-program och Radio 1 morgonprogramledare Chris Moyles uppgavs plocka hem £630 000. Graham Nortons deal för en talkshow uppgavs vara värt fem miljoner pund för tre år medan Little Britains David Walliams och Matt Lucas tjänar sex miljoner pund vardera på fleråriga kontrakt.

## Kritik och kopplingar till MI5
Från 1930-talet till 1990-talet var MI5, den brittiska inhemska underrättelsetjänsten, djupt inblandade i att kontrollera sökande till tjänster på BBC, en politik som syftade till att hålla ut personer som ansågs subversiva. Från 1935 gjordes ett formellt avtal mellan BBC och MI5 där arbetssökande i hemlighet skulle kontrolleras av MI5 för deras politiska åsikter (utan deras vetskap). MI5 hade också inflytande över innehållet i sändningarna och inriktningen på reportage av nationellt säkerhetsintresse. Detta förfarande erkändes inte officiellt av  MI5 förrän Security Service Act 1989.
Den starka kopplingen mellan BBC och MI5 fick allmänhetens uppmärksamhet efter att en artikel av David Leigh och Paul Lashmar dök upp i The Observer i augusti 1985 och avslöjade att MI5 hade kontrollerat möten och genomfört operationer från Room 105 i Broadcasting House. Vid tidpunkten för avslöjandet sköttes aktiviteterna av Ronnie Stonham.
Radio BBC hade en viktig roll i den iranska revolutionen 1979 genom att man sände Ayatollah Khomeinis tal från Paris direkt till iranska folket. I dessa tal gav revolutionsledaren anvisningar om kommande demonstrationer och aktioner mot den iranska staten. Varken den iranska staten eller icke-islamistiska rörelser fick något utrymme i sändningarna. Därmed anser många historiker att BBC tog tydlig ställning för Khomeini och mot shahen Mohammad Reza Pahlavi.